# معركة غزة 1244
معركة غزة أو معركة هربيا وتسمى أيضا معركة لافوربي (بالفرنسية: La Forbie) أطلق المؤرخون عليها اسم حطين الثانية ؛ وهي معركة قامت بجوار قرية هربيا في شمال شرق غزة يوم 12جمادى الأولى 643هـ/ 17 أكتوبر 1244م بين تحالف للصليبيين مع أيوبيين انفصاليين في دمشق وحمص والكرك من جهة، والجيش الأيوبي المصري التابع للسلطان "أبو الفتوح" الصالح أيوب مع قوات خوارزمية من جهة أخرى. انتهت المعركة بفوز الأيوبيين المصريين. قاد الجيش الأيوبي المصري أمير اسمه ركن الدين بيبرس الصالحي (وهو ليس ركن الدين بيبرس الذي لقب بالظاهر بيبرس).

## المقدمة
وجد السلطان الصالح أيوب نفسه مهددًا بحلف صليبي مع أمراء دمشق الصالح إسماعيل، والكرك الناصر داود، وحمص المنصور إبراهيم، عمد الصالح أيوب إلى استدعاء الخوارزمية وتحريضهم على مهاجمة دمشق، فما كان من الصالح إسماعيل إلا أن استعان بالصليبيين مقابل تعهده لهم بأن تكون سيطرتهم على بيت المقدس تامة مطلقة، عبرت القوات الخوارزمية نهر الفرات حتى وصلت دمشق، ثم طبرية واستولوا عليها، ثم إلى نابلس وبيت المقدس، عندها أحس الصليبيون بالخطر الخوارزمي، في عام 642 هـ الموافق 1244م اقتحم الخوارزميون المدينة وجرى قتال شديد، استنجد على أثره الصليبيون بأمير أنطاكية وطرابلس وملك قبرص بحامية عكا وبحلفائهم من المسلمين في دمشق والأردن، فلم ينجدهم أحد سوى ما قام به الناصر داود في توسطه بخروج من يرغب من الصليبيين من القدس إلى الساحل. بعد أن استولى الخوارزمية على بيت المقدس ساروا إلى الملك الصالح يخبرونه بقدومهم فأمرهم بالإقامة في غزة، وسير إليهم عسكرًا من مصر بقيادة ركن الدين بيبرس، فسار إلى غزة وانضم للخوارزمية، وهناك التقى الجيش المصري المتحالف مع الخوارزمية مع جيش حمص ودمشق المتحالف من الصليبيين.

## المعركة
عبر الخوارزمية نهر الفرات في نحو عشرة آلاف مقاتل يقودهم الأمير حسام الدين بركة خان مع عدة من الأمراء وأقتحموا بعلبك وغوطة دمشق فتحصن الصالح إسماعيل بدمشق. ثم هاجم الخوارزمية القدس وقتلوا أعداداً من الصليبيين، ومنها ساروا إلى غزة وأرسلوا للصالح أيوب يعرفونه بقدومهم فرحب بهم وسمح لهم بالإقامة في غزة وأرسل إليهم خيل وأموال.
وجهز الصالح أيوب جيشاً تحت قيادة الأمير ركن الدين بيبرس الصالحي أحد مماليكه الأخصاء والذي كان معه في الكرك وقت احتجازه (وهو ليس الظاهر بيبرس الذي تسلطن فيما بعد). وخرج الجيش بقيادة بيبرس إلى غزة حيث انضم للخوارزمية. أما في الشام فقد جهز الصالح إسماعيل عسكر دمشق يقودهم الملك المنصور صاحب حمص. وانضمت إليه قوات من الكرك والعربان يقودها الظهير بن سنقر الحلبي والوزيري، والقوات الصليبية القادمة من عكا والتي كانت تضم فرسان المعبد (الداوية) و فرسان الإسبتارية وفرسان التيوتون الألمان وفرسان القديس لازاروس وجيش بيت المقدس بقيادة «والتر الرابع» و«ارماند دو بريجورد» و«فيليب منوتفورت»، ورفع الصليبيون الصلبان فوق رؤوس عسكر الشام وساروا جميعاً بحلفهم نحو مصر والقساوسة يباركونهم.
في 17 أكتوبر 1244م / 13 جمادي الأولى 642 هـ اصطدم الجمعان في شمال شرقي غزة في معركة عرفت أيضاً باسم معركة هربيا أو معركة لافوربي. وكان الصليبيون في ميمنة جيش الشام بأكبر جيش دفعوا به إلى ميدان القتال منذ معركة حطين ، وفي الميسرة عسكر الكرك والعربان، وفي القلب المنصور صاحب حماة. وهجم الخوارزمية علي العسكر الشامي بينما تصدى المصريون للصليبيين، وانهزم المنصور وفر الوزيري وأسر الظهير الحلبي، واحيط بالصليبيين الذين حصر جيشهم بين الخوارزمية والمصريين  ولم يفلت منهم أحداً إلا من تمكن من الفرار، وقدر عدد القتلى من الصليبيين بأكثر من 5000 قتيل ، من بينهم مقدم الداوية ورئيس أساقفة صور وأسقف الرملة. وانهزم الحلف الشامي-الصليبي هزيمة منكرة خلال عدة ساعات فقط ، وفر المنصور إلى دمشق. ووصلت بشارة النصر إلى الملك الصالح أيوب في 15 جمادي الأول فزينت القاهرة وقلعتي الجبل والروضة، وسيق الأسرى إلى القاهرة، وكان من بينهم كونت يافا ومقدم الاسباترية ، ومعهم الظهيرُ بن سنقر وعِدَّة من الأمراء والأعيان، وطيف بهم في الشوارع وهم محملين على الجمال. وشَقُّوا القاهرة، فكان دخولُهم يوما مشهودًا، وعُلِّقَت الرؤوس على أبواب القاهرة ومُلِئَت الحبوس بالأسرى، واستخدم الصالح أيوب الأسرى الصليبيين في إكمال تشييد جزيرة الروضة.
وسار الأميرُ بيبرس، والأميرُ ابن أبي علي بعساكِرِهما إلى عسقلان التي حوصرت عن طريقه براً وعن طريق السفن المصرية من البحر، ودخلت القوات القدس وحررتها - ولم يتمكن الصليبيون منذ ذاك اليوم الاستيلاء على القدس مرة آخرى - كما دخلت الخليل وبيت جبرين والأغوار. ثم أرسل الصالح أيوب جيشاً إلى دمشق تحت قيادة معين الدين الحسن بن شيخ.وتحصن الصالح إسماعيل والمنصور إبراهيم وحاصرت القوات دمشق، فأرسل الصالح إسماعيل إلى معين الدين سجادة وإبريق وعكاز ومعها رسالة تقول : «اشتغالك بهذا أولى من اشتغالك بحرب الملوك وأبناء الملوك». فارسل إليه معين الدين جنكا  وزمرا وغلالة  من حرير أحمر وأصفر، ومعها رد يقول : «السجادة والإبريق والعكاز يليقون بي، وأنت أولى بالجنك والزمر والغلالة»، واستمر الحصار.
جرت مفاوضات بين معين الدين والصالح إسماعيل، وتقرر أن يقوم الصالح إسماعيل بتسليم دمشق على أن يخرج منها سالماً هو والمنصور بأموالهم، وأن يعوض الصالح إسماعيل ببعلبك وبصرى ومواضع آخرى، وأن يعوض المنصور بحمص وتدمر والرحبة. وبهذا الاتفاق غادر الصالح إسماعيل والمنصور إبراهيم دمشق فدخلها معين الدين في 8 جمادي الأولى سنة 643 هـ، وخطب للسلطان الصالح أيوب في مساجدها. وعين الأمير حسام الدين أبي علي الهذباني نائباً للسلطان في دمشق، ولم يبقَ بيد الناصر داود بن الملك المعظَّم سوى الكرك والملقاء، والصلت وعجلون.

## آثار المعركة
وصلت أنباء سقوط القدس في أيدي المسلمين إلى أوروبا، وكان لسقوطها صدى يشبه صدى سقوطها في يد صلاح الدين الأيوبي في سنة 1187م. ولاشك انّ هذه أعظم كارثة حلت بالصليبيين منذ وقعة حطين، حتى أطلق المؤرخون على هذه الموقعة اسم (حطين الثانية). وعلى أثر هذه الموقعة استولى الملك الصالح نجم الدين أيوب على القدس والساحل وغيرهما.
بعد معركة غزة سارع بيبرس للاستيلاء على غزة والساحل، والقدس والخليل وبيت جبريل والأغوار، ثم حاصر دمشق وفيها الصالح إسماعيل وإبراهيم بن شيركوه صاحب حمص، وبعد حصار دام ستة أشهر استسلمت دمشق عام 643 هـ الموافق 1245م، وعوض الصالح إسماعيل عنها ببعلبك وبصرى. أما الخوارزمية فقد انقلبوا على الصالح نجم الدين، بعد أن أقطعهم بلاد الساحل وكانوا يطمعون بدمشق، وأعلنوا الثورة على الصالح، وسارع الناصر داود والصالح إسماعيل بالانضمام إليهم، واستطاع نجم الدين الحاق الهزيمة بالخوارزميين بالقرب من حمص، وانتهى خطرهم بشكل نهائي.
في غضون شهر من سقوط القدس في أيدي المسلمين قام «روبرت» بطريرك بيت المقدس بإرسال «جاليران» أسقف بيروت إلى ملوك وأمراء أوروبا يستعجلهم بإرسال إمدادات إلى الأراض المقدسة لمنع زوال مملكة بيت المقدس بالكامل. وبدأ الأوروبيون بدعم من بابا الكاثوليك إنوسنت الرابع يجهزون لحملة صليبية كبيرة ضد مصر.